# Ruta Provincial 9 (Buenos Aires)
La Ruta Provincial 9 es una carretera pavimentada de 15 km de extensión en el partido de Tigre, en la provincia de Buenos Aires, República Argentina y se encuentra totalmente dentro del Gran Buenos Aires. Actualmente es una avenida urbana.
Fue parte de la Ruta Nacional 9 (km 25,68 a 40,81) hasta que el gobierno nacional transfirió este camino a la provincia en 1988.

## Recorrido
- Partido de Tigre: Don Torcuato, General Pacheco y Benavídez.

## Nomenclaturas
- Partido de Tigre: Boulogne Sur Mer,  H. Yrigoyen (Ruta 24), Av. De Los Constituyentes.

## Sitios de interés
El camino pasa junto a varias urbanizaciones cerradas: Pacheco Golf Club, Barrancas de Santa María, Altos de Pacheco, y Club Newman. Junto a este camino se encuentra el Hospital Provincial de General Pacheco y una planta fabril automotriz.